# Rochester (New Hampshire)
Rochester – miasto w Stanach Zjednoczonych, w stanie New Hampshire, w hrabstwie Strafford.